# العلاقات المصرية النيبالية
العلاقات المصرية النيبالية هي العلاقات الثنائية التي تجمع بين مصر ونيبال.

## مقارنة بين البلدين
هذه مقارنة عامة ومرجعية للدولتين:
| وجه المقارنة                                              | مصر           | نيبال                               |
| --------------------------------------------------------- | ------------- | ----------------------------------- |
| المساحة (كم2)                                             | 1.01 مليون    | 147.18 ألف                          |
| عدد السكان (نسمة)                                         | 94.80 مليون   | 29.40 مليون                         |
| الكثافة السكانية (ن./كم²)                                 | 93.86         | 199.76                              |
| العاصمة                                                   | القاهرة       | كاتماندو                            |
| اللغة الرسمية                                             | اللغة العربية | اللغة النيبالية                     |
| العملة                                                    | جنيه مصري     | روبية نيبالية                       |
| الناتج المحلي الإجمالي (بليون دولار)                      | 235.37 مليار  | 24.47 مليار                         |
| الناتج المحلي الإجمالي (تعادل القوة الشرائية) بليون دولار | 998.67 مليار  | 70.20 مليار                         |
| الناتج المحلي الإجمالي الاسمي للفرد دولار أمريكي          | 3.61 ألف      | 743                                 |
| الناتج المحلي الإجمالي للفرد دولار أمريكي                 |               | 2.37 ألف                            |
| مؤشر التنمية البشرية                                      | 0.690         | 0.548                               |
| رمز المكالمات الدولي                                      | +20           | +977                                |
| رمز الإنترنت                                              | .eg، .مصر     | .np                                 |
| المنطقة الزمنية                                           | ت ع م+02:00   | ت ع م+05:45، التوقيت الموحد لنيبال ‏ |

## منظمات دولية مشتركة
يشترك البلدان في عضوية مجموعة من المنظمات الدولية، منها:
| علم المنظمة | اسم المنظمة                                                | تاريخ انضمام مصر | تاريخ انضمام نيبال |
| ----------- | ---------------------------------------------------------- | ---------------- | ------------------ |
|             | مؤسسة التنمية الدولية                                      | 26 أكتوبر 1960   | 6 مارس 1963        |
|             | يونسكو                                                     | 22 يناير 1947    | 1 مايو 1953        |
|             | مؤسسة التمويل الدولية                                      | 20 يوليو 1956    | 7 يناير 1966       |
|             | الأمم المتحدة                                              | 24 أكتوبر 1945   | 14 ديسمبر 1955     |
|             | منظمة الشرطة الجنائية الدولية                              | 7 سبتمبر 1923    | ?                  |
|             | البنك الدولي للإنشاء والتعمير                              | 27 ديسمبر 1945   | 6 سبتمبر 1961      |
|             | الاتحاد البريدي العالمي                                    | ?                | ?                  |
|             | المركز الدولي لتسوية المنازعات الاستشارية                  | 2 يونيو 1972     | 6 فبراير 1969      |
|             | وكالة ضمان الاستثمار متعدد الأطراف                         | 12 أبريل 1988    | 9 فبراير 1994      |
|             | العملية المشتركة للاتحاد الأفريقي والأمم المتحدة في دارفور | 31 يوليو 2007    | ?                  |
|             | منظمة التجارة العالمية                                     | 30 يونيو 1995    | ?                  |
|             | الفريق المعني برصد الأرض                                   | فبراير 2005      | ?                  |

## وصلات خارجية
- موقع وزارة الخارجية المصرية
- موقع وزارة الخارجية النيبالية